# Салогуб Віталій Андрійович
Віта́лій Андрі́йович Салогу́б (24 липня 1982 — 14 травня 2015) — солдат Збройних сил України.

## Життєвий шлях
Мобілізований у квітні 2014 року, стрілець 93-ї окремої механізованої бригади. Після навчальної підготовки воював у складі бригади за Піски, Донецький аеропорт.
Під час проходження військової служби в зоні бойових дій почав тяжко хворіти, з листопада 2014-го постійно лікувався.
Наприкінці березня 2015-го демобілізований, останнім часом перебував на стаціонарному лікуванні — у Кобеляцькій ЦРЛ.
14 травня 2015 року помер від тромбозу легеневої артерії.
Без Віталія лишилися дружина та двоє малолітніх дітей.
15 травня 2015-го похований в Кобеляках з військовими почестями.

## Вшанування
- Почесний громадянин Кобеляцького району (рішення 41-ї позачергової сесії Кобеляцької районної ради від 16.10.2015, посмертно)